# Tiroteio no Colégio Americano de Monterrey
O tiroteio no Colégio Americano de Monterrey, foi um facto violento que ocorreu o 18 de janeiro de 2017 nas instalações do Colégio Americano do Nordeste, um colégio privado ao sul de Monterrey, Novo León, México, quando um estudante de secundária de 15 anos de idade disparou com um revólver calibre 22 a sua professora e a seus colegas enquanto estavam no salão de classes.